# Birgit Friedmann
Birgit Friedmann (Königstein im Taunus, 8 aprile 1960) è un'ex mezzofondista tedesca.

## Palmarès

### Mondiali
- 1 medaglia:
  - 1 oro (Sittard 1980 nei 3000 metri piani)